# Кібо (модуль МКС)
Японський експериментальний модуль («Кібо») — (яп. 冀望 кібо: «надія») модуль міжнародної космічної станції. Науково-дослідницька лабораторія. Найбільший модуль МКС. Розробник: Японське агентство аерокосмічних досліджень (англ. JAXA). Міжнародна абревіатура: JEM (від англ. Japanese Experiment Module)
Перший компонент модуля встановлений на МКС 14 березня 2008 року екіпажем шаттлу Індевор STS-123.

## Пристрій

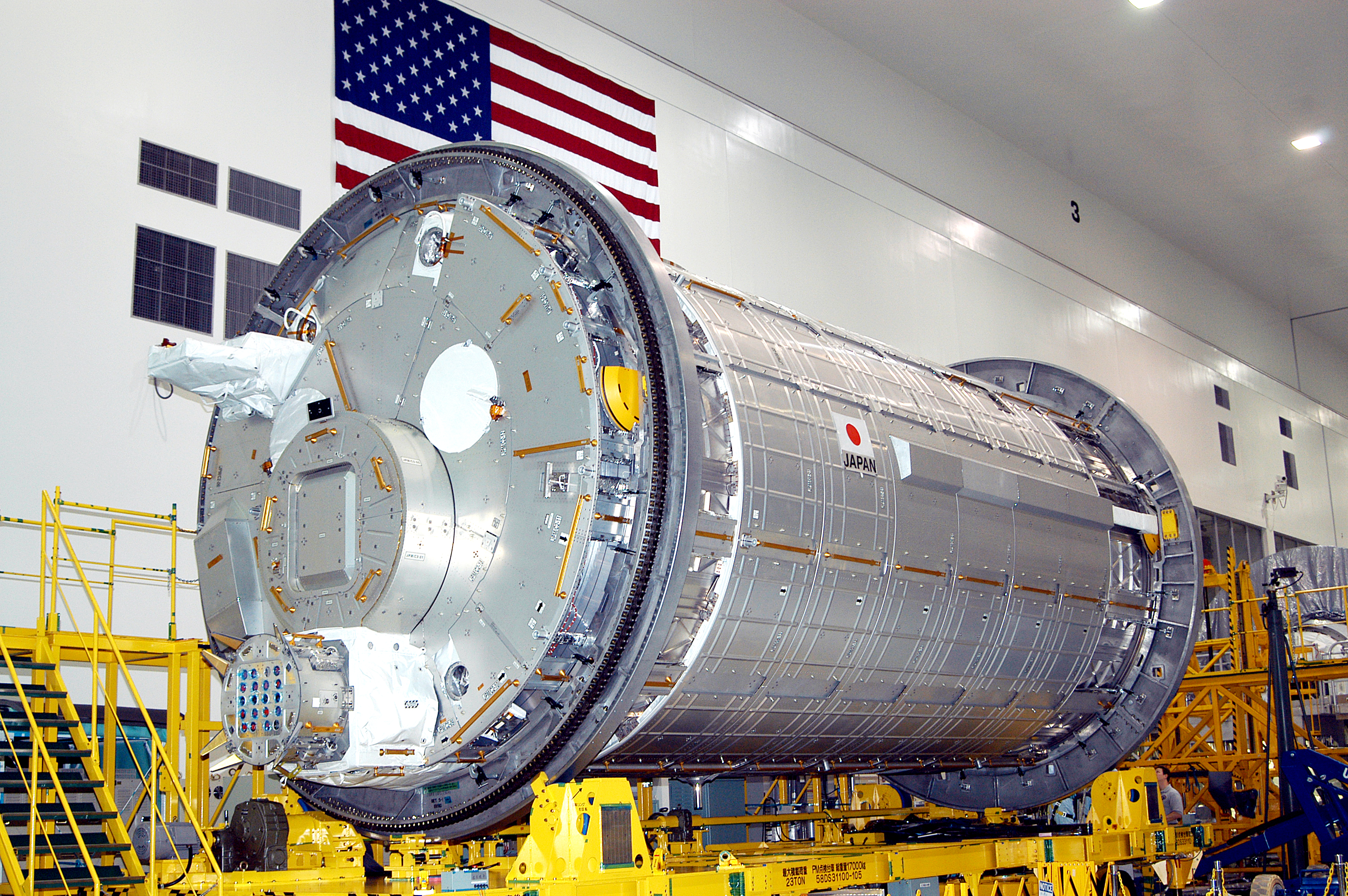
«Герметичний відсік» (PM)

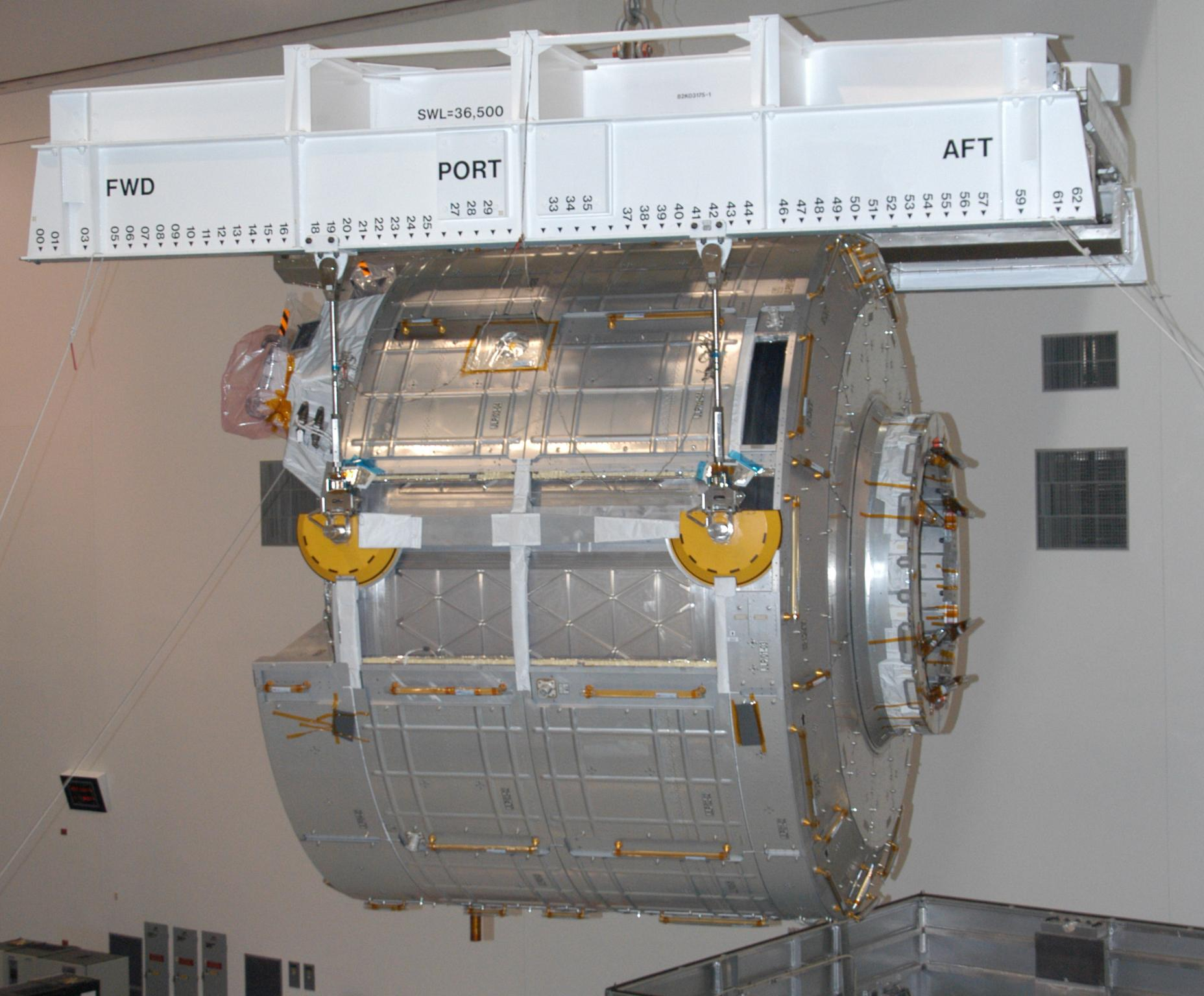
«Герметична секція експериментального вантажного відсіку» (ELM PS)

Японський експериментальний модуль («КІБО») складається з наступних компонентів:
Файл:International Standard Payload Rack drawing.gif Міжнародна наукова стійка
- «Герметичний відсік» (англ. JEM PM — Pressurized Module) — основний компонент циліндричної форми довжиною 11.2 метра і діаметром 4.4 метра. «Герметичний відсік» (PM) — в якому містяться десять міжнародних наукових стійок (ISPR, англ. International Standard Payload Rack);

- «Експериментальний вантажний відсік» (англ. JEM ELM — Experiment Logistics Module) — складається з двох секцій:

 — «Герметична секція» (англ. ELM PS - Experiment Logistics Module, Pressurized Section) — слугує в якості доповнення до «Герметичного відсіку». Спочатку секція буде приєднана до модулю «Гармонія». У процесі складання модуля, кілька разів змінила своє місце розташування, і в підсумку зафіксована з верхнім вузлом «Герметичного відсіку».
- «Зовнішня негерметична секція» (англ. ELM ES — Experiment Logistics Module, Exposed (Unpressurized) Section) — частина експериментального вантажного відсіку, але в той же час є нероздільною складовою «Зовнішньої експериментальної платформи». Виконує функції зберігання і транспортування;
- «Зовнішня експериментальна платформа» або «блок для вивчення зовнішніх впливів» (англ. EF — Exposed Facility), також відомий, як «Тераса», — негерметичний компонент, розташований відразу за «Герметичним відсіком», з яким з'єднаний повітронепроникним люком. Застосовується для проведення експериментів безпосередньо під впливом космічного середовища;
- «Дистанційний маніпулятор» (англ. JEM RMS — Remote Manipulator System) — являє собою механічну руку-маніпулятор", вмонтовану в носову частину «Герметичного відсіку». Призначений для переміщення устаткування між «Експериментальним вантажним відсіком» і «Зовнішньою експериментальною платформою».

## Технічні характеристики

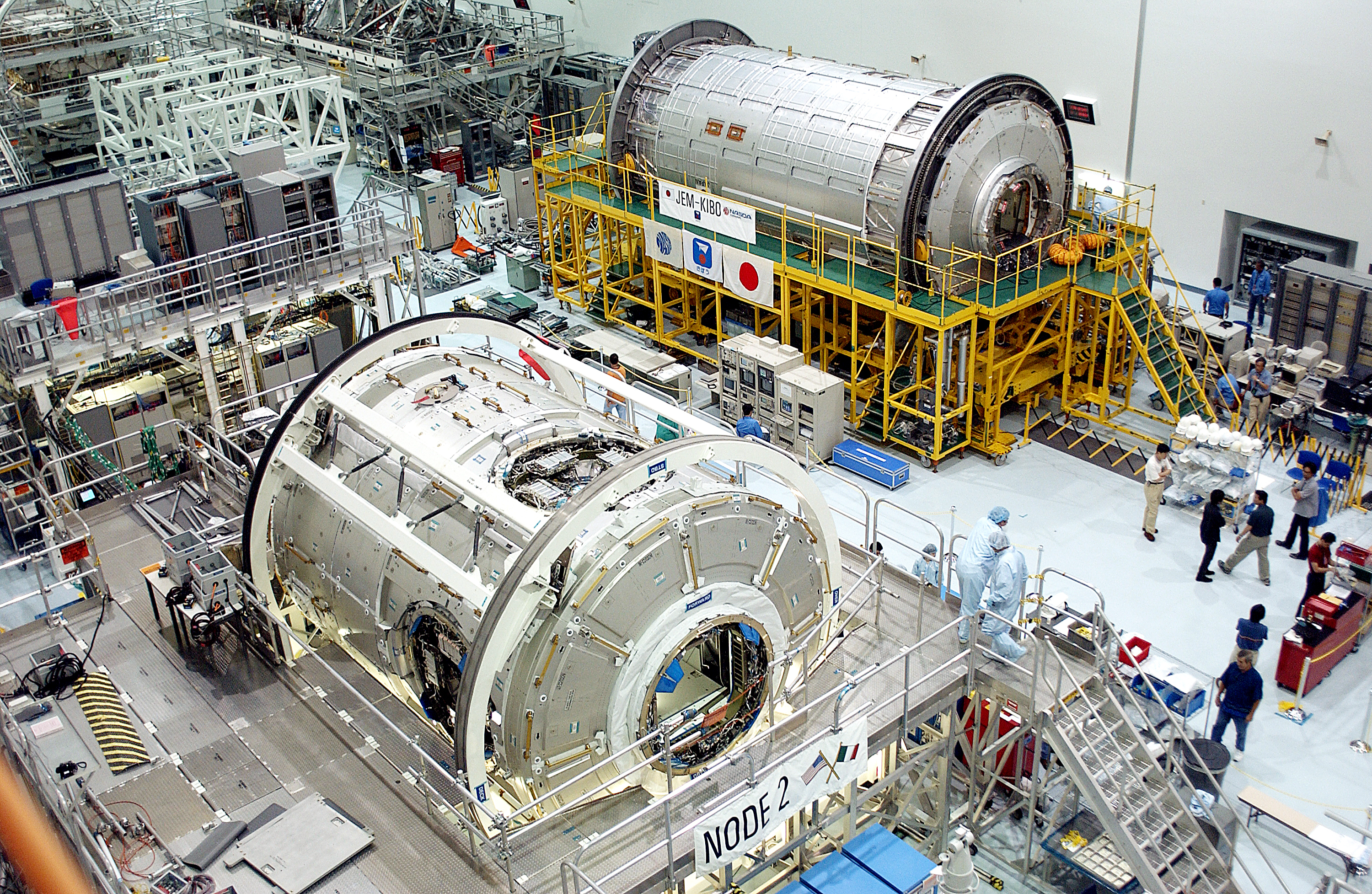
«Герметичний відсік» модуля «КІБО» (PM) позаду, на фоні модуля «Гармонія»

В даний час «КІБО» — найбільший з усіх окремих модулів МКС, хоча на початку програми досліджень він був менше всіх. Інші партнери — учасники програми зменшили розміри своїх лабораторних модулів, в той час як розміри «КІБО» залишалися незмінними.
- Герметичний відсік
  - Довжина: 11,2 метра
  - Діаметр: 4,4 метра
  - Маса: 14 800 кг.

- Експериментальний вантажний відсік
  - Довжина: 3,9 метра
  - Діаметр: 4,4 метра
  - Маса: 4 200 кг.

## Події

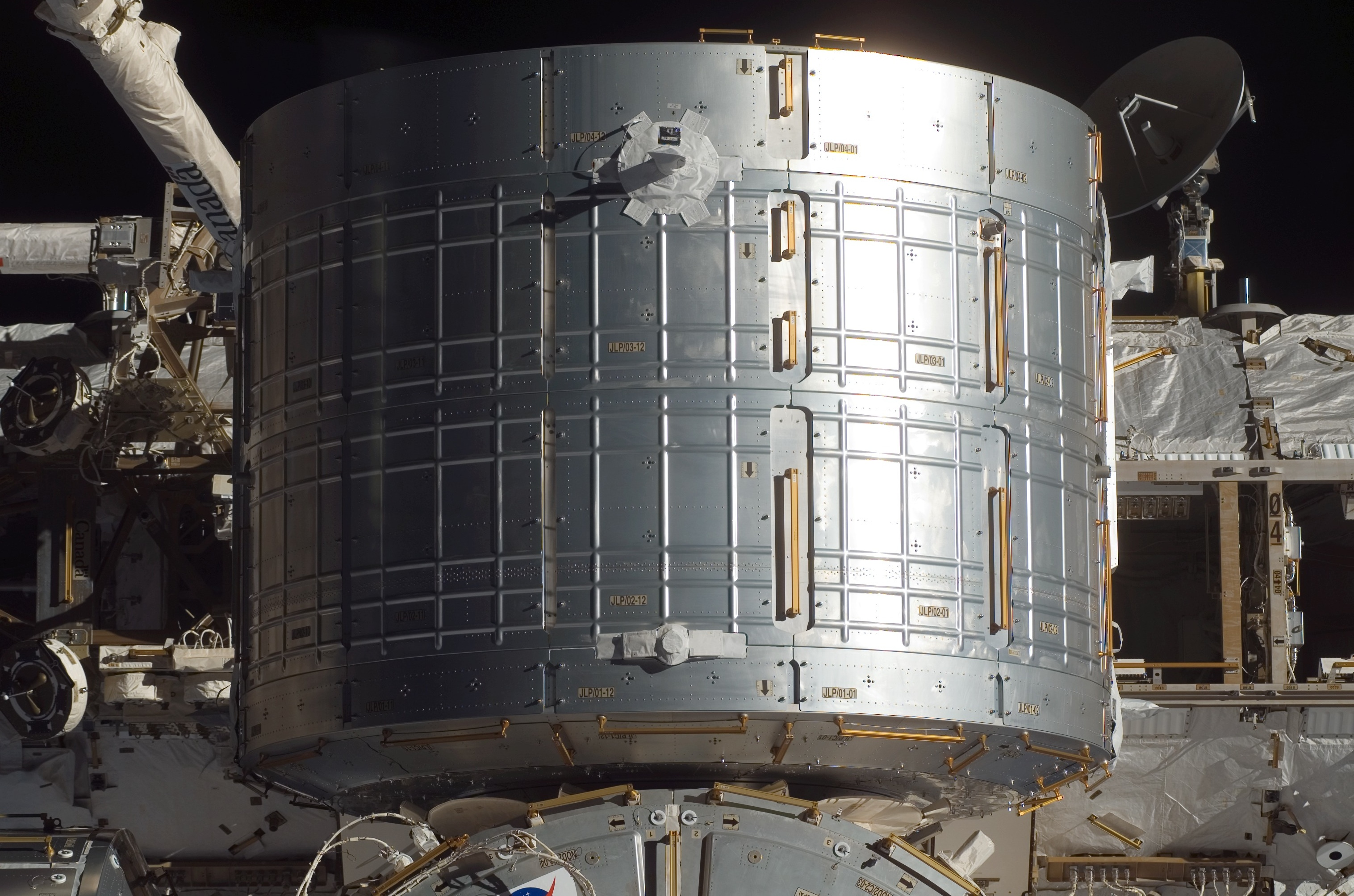
Герметична секція експериментального вантажного відсіку (ELM PS)

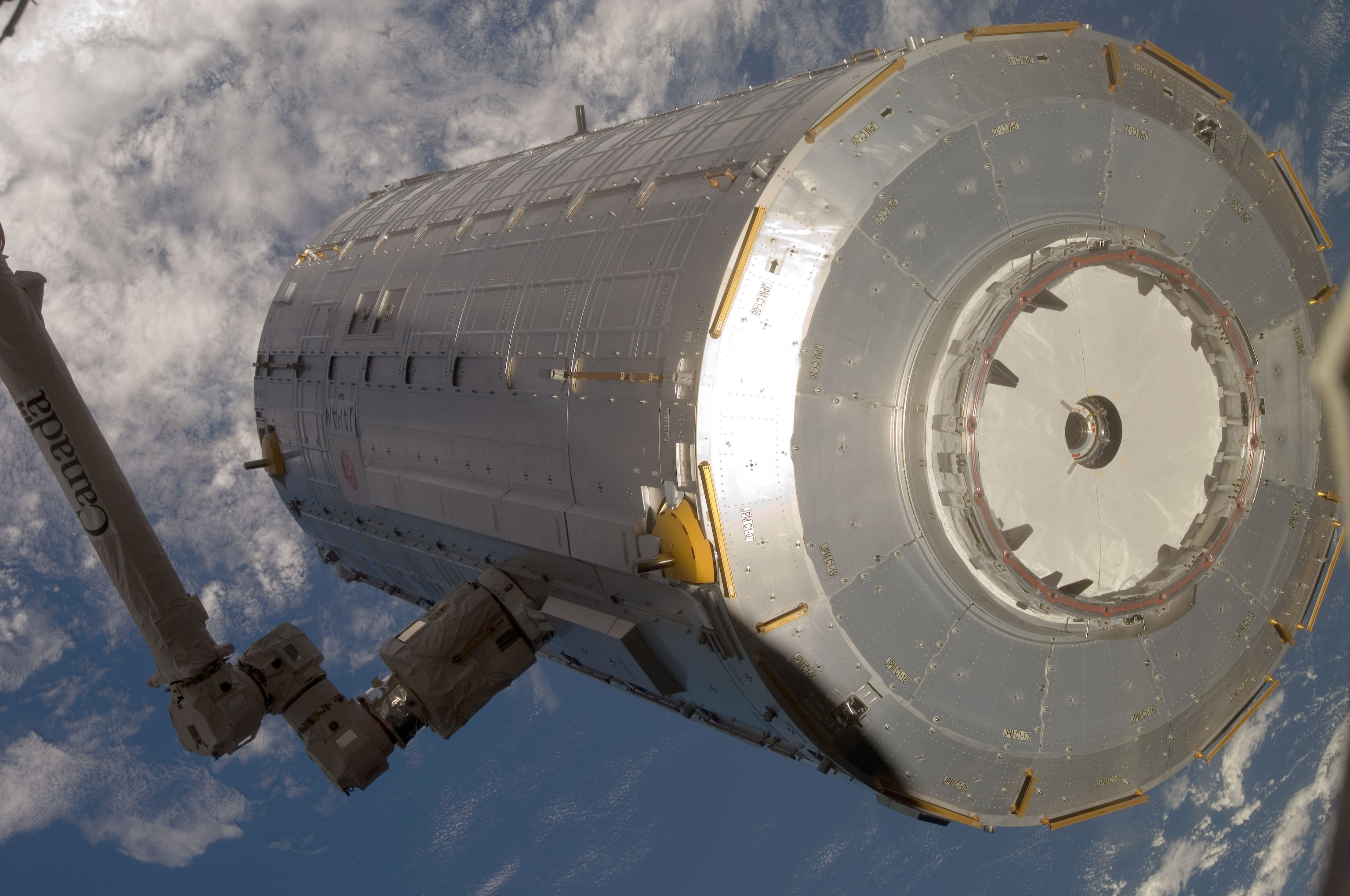
Герметичний відсік (PM)

- 30 травня, 2003 року — з Японії, в Космічний Центр Кеннеді (США), прибув «Герметичний відсік», який до відправки на МКС, був поміщений в «Зону підготовки космічної станції» (англ. Space Station Processing Facility) — трирівневе сховище NASA у Космічному центрі імені Кеннеді;
- 12 березня 2007 року — в центр НАСА прибув «Експериментальний вантажний відсік»[1];
- 13 березня 2008 року — на МКС прибув шатлл Індевор «STS-123», який привіз перший компонент модуля «Кібо» — Герметичну секцію «Експериментального вантажного відсіку» (ELM PS)[2];

- 14 березня 2008 року — екіпаж «STS-123» тимчасово приєднав ELM PS модуля «Кібо» до зенітного стикувального вузла модуля «Гармонія»[3];
- 2 червня 2008 — зістикувався до МКС Діскавері «STS-124», з вантажем, що складався з «Герметичного відсіку» (JEM PM), «Опорних шасі» і «Дистанційного маніпулятора» (JEM RMS)[4];
- 4 червня 2008 — герметичний відсік (JEM PM) був зістикованим до модуля «Гармонія»[5]. Перший хто зайшов в модуль був японський астронавт Акіхіко Хосіде[6];
- 15 липня 2009 року, запуск Індевор «STS-127»[7][8] — доставка «Зовнішньої експериментальної платформи» (JEM EF);
- 4 жовтня 2012 року, запуск п'яти кубсатів за допомогою пускового модуля J-SSOD (доставлений на борт 27 липня корабелем Конотори-3)[9];
- 25 серпня 2015 року, встановлення модулю CALET — Дослідження випромінювання частинок високої атомної маси і енергії[10]. Модуль був доставлений на станцію за допомогою японського вантажного корабля HTV-5[11].

## Пристрій

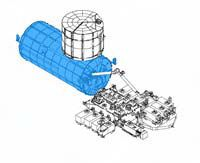
Pressurized Module
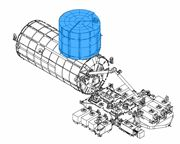
Experiment Logistics Module-Pressurized Section
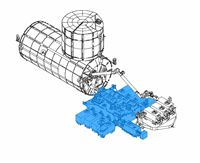
Exposed Facility
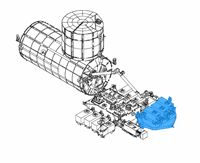
Experiment Logistics Module-Exposed Section
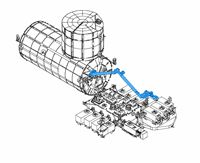
Remote System Manipulator

## Заплановані експерименти
- MAXI — Астрономія в діапазоні рентгенівських променів від 0,5 до 30 кеВ[12];
- SMILES — Дослідження та моніторинг дуже слабкого випромінювання спектральних ліній хвильовий емісії від слідів молекул газу в стратосфері.[13]
- Тестування протягом 290 днів зразків деревини у відкритому космосі поза межами модулю «Кібо» на МКС з метою її використання для побудови корпусу LignoSat під час його запуску в рамках спільної місії NASA/JAXA у 2024 році[14].